# Paul von Grützner

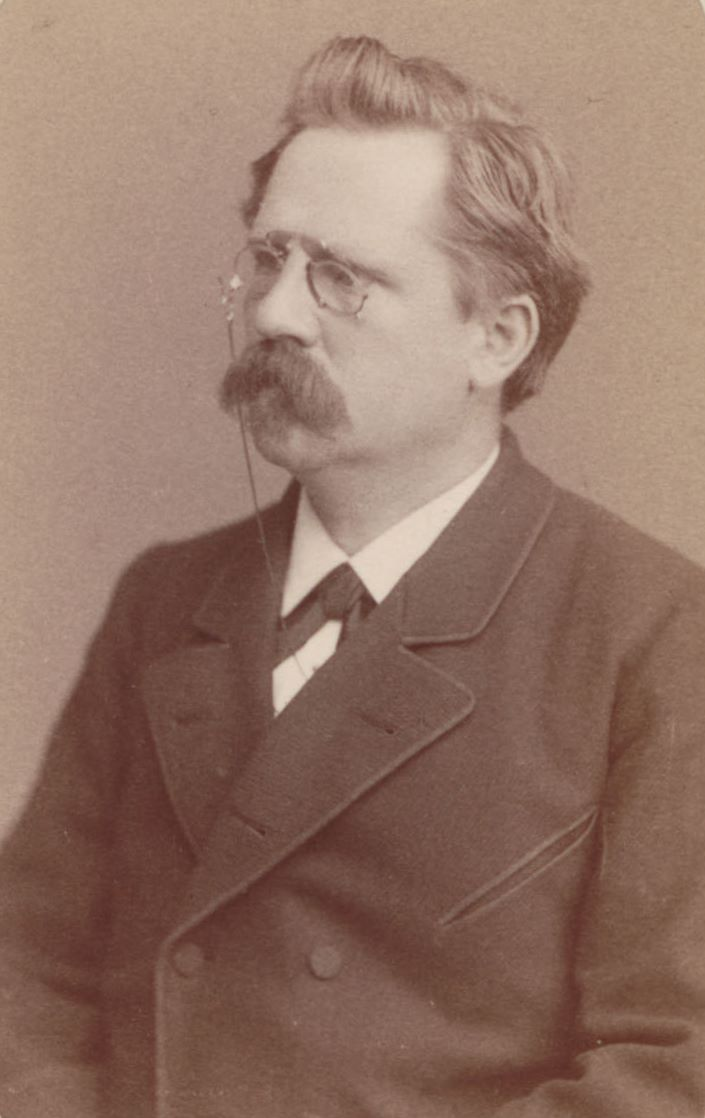
Paul Grützner, 1885

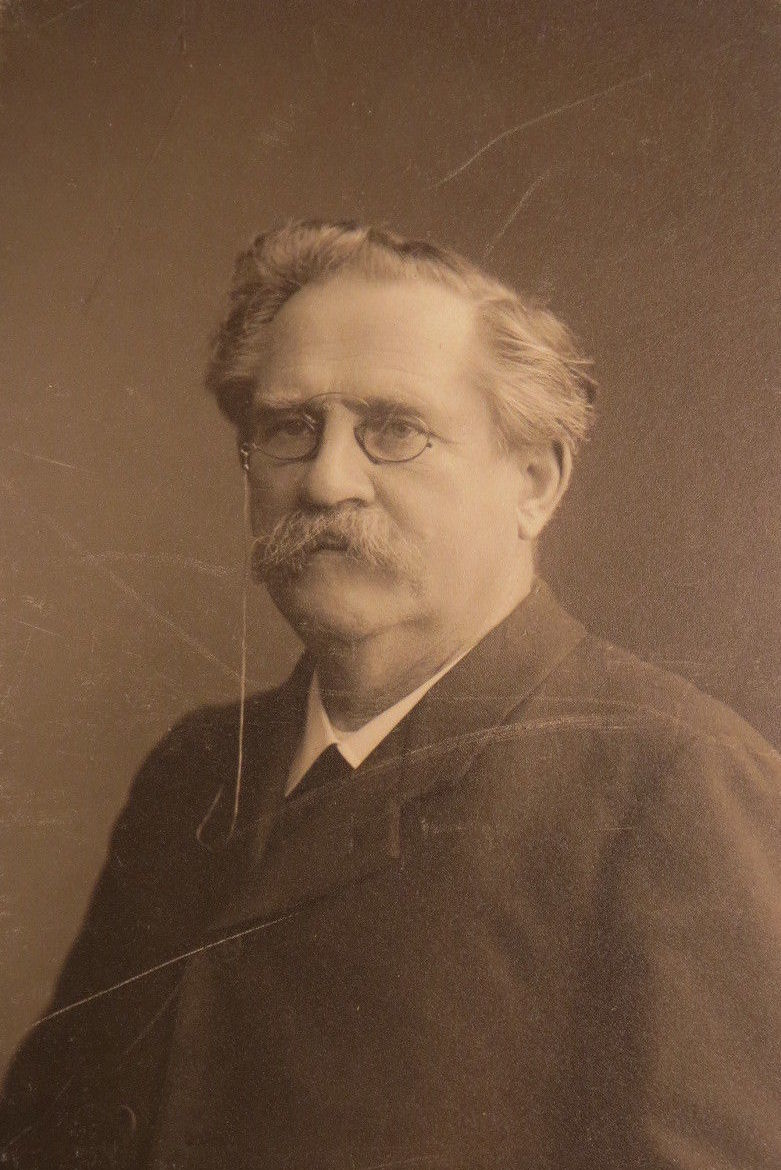
Paul Grützner

Paul Friedrich Ferdinand Grützner, ab 1901 von Grützner, (* 30. April 1847 in Festenberg, Schlesien; † 29. Juli 1919 in Bern) war ein deutscher Physiologe.

## Leben
Grützner studierte Medizin an den Universitäten Breslau, Würzburg und Berlin, wo er 1870 das Staatsexamen absolvierte und promoviert wurde. Danach war er als Assistent bei Rudolf Heidenhain am Physiologischen Institut der Schlesischen Friedrich-Wilhelms-Universität tätig. 1874 wiesen Wilhelm Ebstein und Paul Grützner das Pepsinogen in der Magenschleimhaut nach. Außerdem arbeitete Grützner über Stimme und Sprache sowie über die Physiologie von Nerven und Muskeln, die Harnsekretion und die Kreislaufphysiologie. 1875 wurde er dort zum Dozenten und 1881 zum außerordentlichen Professor ernannt. Im selben Jahr berief ihn die Universität Bern zum ordentlichen Professor für Physiologie.
1884 folgte Paul Grützner Karl von Vierordt an die Universität Tübingen, wo er den Lehrstuhl für Physiologie übernahm. In dem von ihm geleiteten Institut in Tübingen arbeiteten Karl Bürker und Archibald Vivian Hill. 1884 wurde er in die Akademie Leopoldina aufgenommen. 1892 war Grützner der Doktorvater von Karl Bonhoeffer. Im Amtsjahr 1900/01 war er Rektor der Universität Tübingen.
1901 wurde Grützner mit dem Ehrenkreuz des Ordens der württembergischen Krone ausgezeichnet, welches mit dem persönlichen Adelstitel verbunden war. 1916 wurde er emeritiert. Danach zog er, da mit einer Bernerin (Stephanie geb. Ziegler) verheiratet und ein Liebhaber der Alpen war – in Tübingen war er jahrzehntelang Erster Vorsitzender der Sektion Tübingen des Deutschen und Österreichischen Alpenvereins gewesen – erneut nach Bern.

## Schriften (Auswahl)
- Physiologie der Stimme und Sprache. In: Ludimar Hermann (Hrsg.): Handbuch der Physiologie. Bd. 1, Tl. 2, Vogel, Leipzig 1879.